# 高孝珩
高孝珩（6世紀—577年），勃海郡蓨县（今河北省景縣）人，追尊齊神武帝高歡之孙，追尊齐文襄帝高澄第二子。封廣寧王，歷位司州牧、尚書令、錄尚書、司空、司徒、大將軍、大司馬。

## 生平
高孝珩愛賞人物，學涉經史，好綴文，有伎藝。曾經於廳事壁自畫一蒼鷹，看見的人皆以為是真的，又作朝士圖，亦為當時之妙絕。
當後主高緯自晉州兵敗投奔鄴時，詔王公議於含光殿。高孝珩以大敵既深，事藉機變。建議使任城王高湝領幽州道兵入土門，揚聲攻打贈州；獨孤永業領洛州兵赴潼關，揚聲攻打長安；高孝珩本人請領京畿兵出滏口，鼓行逆戰。敵軍聞南北有兵，自然潰散。又請出宮人珍寶賜將士，但是高緯不能用。幼主高恆即位，以高孝珩為太宰。
高孝珩與呼延族、莫多婁敬顯、尉相願同謀，當時是正月五日，高孝珩定計於千秋門斬高阿那肱，尉相願在內以禁兵呼應，呼延族與莫多婁敬顯自遊豫園勒兵而出，立高孝珩为帝。既而高阿那肱從別宅取便路入宮，事敗不果。高孝珩乃求出師拒西軍，謂高阿那肱、韓長鸞、陳德信等云：「朝廷不賜遣擊賊，豈不畏孝珩反耶？孝珩破宇文邕，遂至長安，反時何與國家事。以今日之急，猶作如此猜疑。」高、韓恐其生變，調高孝珩出為滄州刺史。
至滄州，以五千人會任城王高湝於信都，共為匡復計謀。北周齊王宇文憲來攻伐，兵弱而不能敵北周軍。高孝珩怒曰：「由高阿那肱小人，吾道窮矣！」
齊叛臣乞扶令和以桕刺高孝珩墜馬，家奴白澤以身扞之，高孝珩猶傷數處，遂被虜。齊王宇文憲問高孝珩齊亡的因由，高孝珩自陳國難，辭淚俱下，俯仰有節。宇文憲為之改容，親為洗創傅藥，禮遇甚厚。高孝珩獨自歎曰：「李穆叔言齊氏二十八年，今果然矣。自神武皇帝以外，吾諸父兄弟無一人得至四十者，命也。嗣君無獨見之明，宰相非柱石之寄，恨不得握兵符，受釜鉞，展我心力耳。」
至長安，依例授開府、縣侯。北周武帝宇文邕在雲陽，宴請北齊君臣，自彈胡琵琶，命令高孝珩吹笛。高孝珩推辭曰：「亡國之音，不足聽也。」武帝執意命之，舉笛裁至高孝珩口，高孝珩淚下嗚咽，周武帝乃止。其年十月，重病時奏請歸葬山東，周武帝恩准。死後令還葬鄴。

## 延伸阅读
[在维基数据编辑]
 《北齊書·卷11》，出自李百药《北齊書》
 《北史·卷052》，出自李延壽《北史》